# Vườn quốc gia Khao Sam Roi Yot
Vườn quốc gia Khao Sam Roi Yot (tiếng Thái: เขาสามร้อยยอด) là một vườn quốc gia đại dương ở huyện Sam Roi Yot, tỉnh Prachuap Khiri Khan, Thái Lan. Vườn có diện tích 98,08 km², trong đó 20,88 km² là mặt biển. Vườn được thành lập năm 1966, và là vườn quốc gia biển đầu tiên của Thái Lan.

## Địa lý
Tên gọi Khao Sam Roi Yot có nghĩa là "Các núi với 300 đỉnh", mô tả đúng cảnh quan của vườn quốc gia này. Các đồi đá vôi vươn lên từ bờ của Vịnh Thái Lan, với đỉnh cao nhất là Khao Krachom cao 605 m trên mực nước biển, trực tiếp từ Vịnh Thái Lan. Phần phía tây của công viên với khoảng 36,8 km2 là bãi lầy nước ngọt. Trên bờ biển có rừng ngập mặn.
Trong công viên là hai bãi biển, Hat Laem Sala và Hat Sam Phraya lớn hơn một chút gần Trụ sở Công viên tại Ban Khao Daeng.

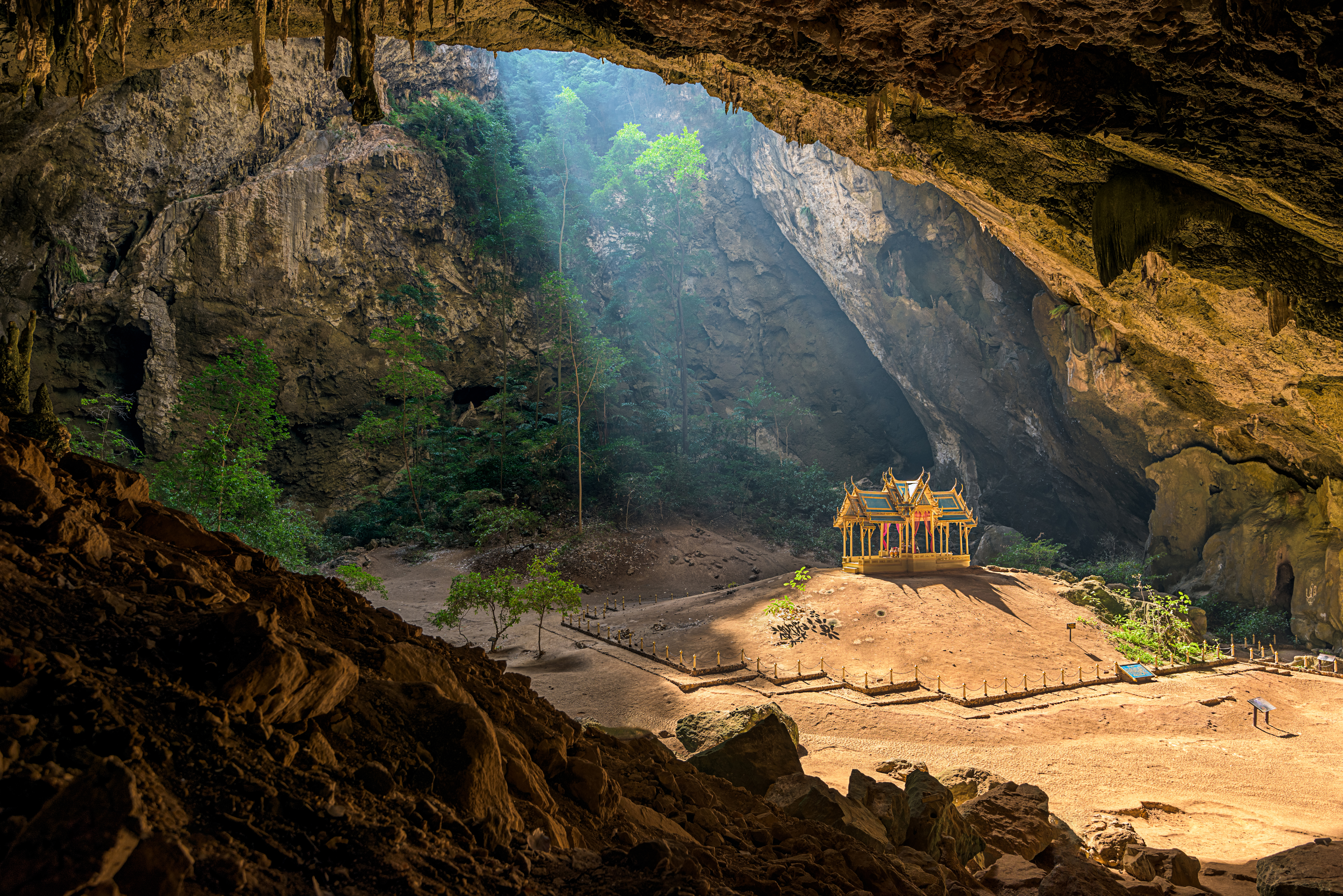
Hang động Phraya Nakhon với vọng lâu Kuha Karuhas
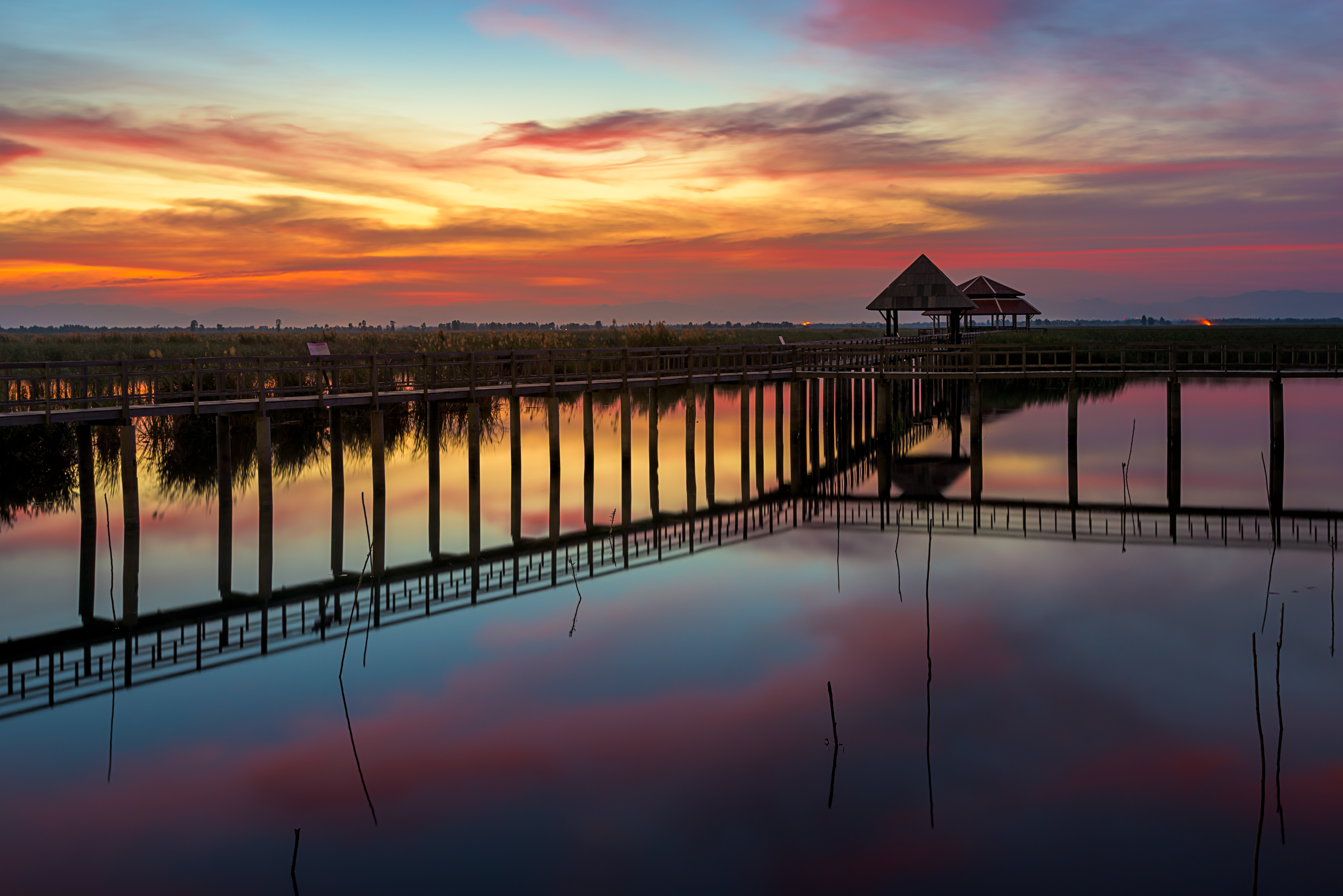
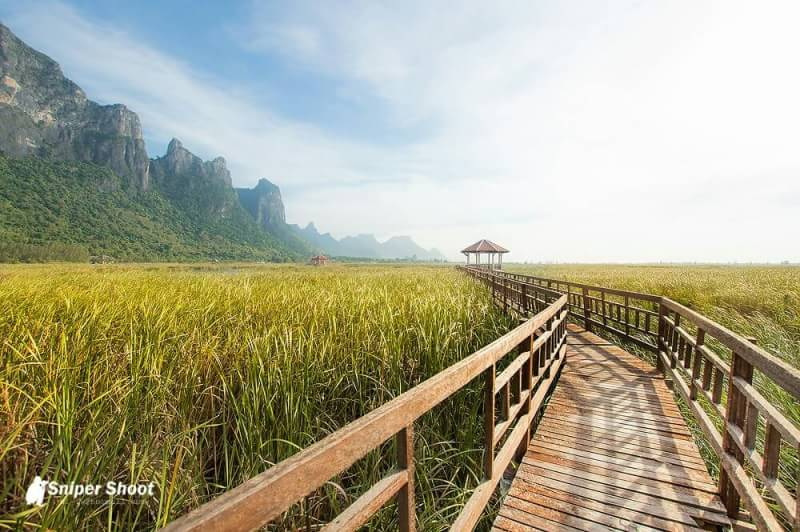
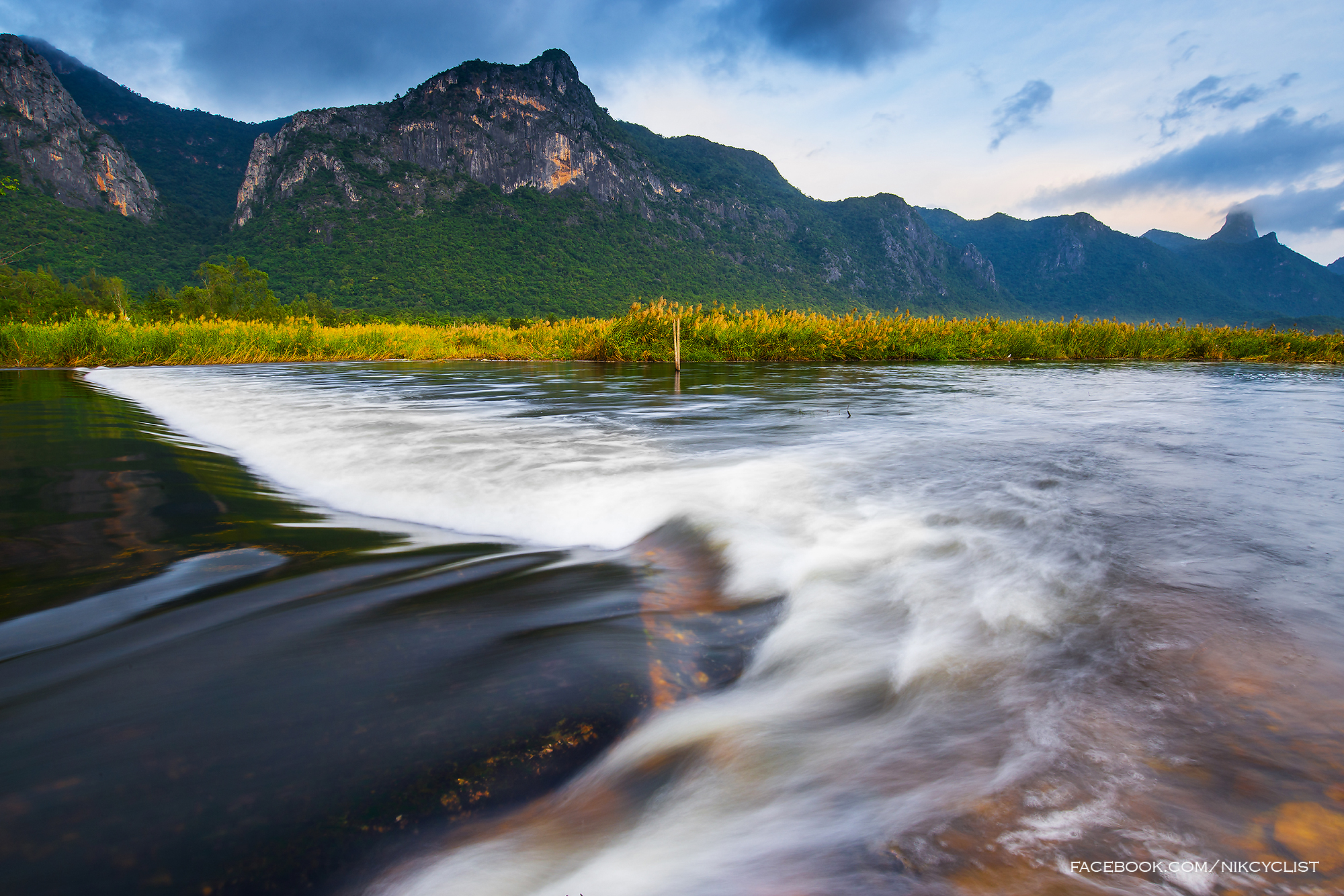